# Pichismo
Pichismo, ou Piĉismo, est un groupe de punk rock ukrainien. Ils s'autoproclament du genre « espérantocore ». Le groupe se forme en 1993, et se sépare plus de quinze ans après, en 2007.

## Biographie

### Débuts (1993-1996)
Pichismo est formé en janvier 1993 à Tsiouroupynsk, dans le sud de l'Ukraine, par Gleb Maltsev (hurlements et idéologie) et Roman « Malthus » Maltsev (guitare). Sergeï Tarasevitch (autre guitare) arrive un mois après. En espéranto, Pichismo, de Piĉismo, est un jeu de mots signifiant littéralement à la fois « doctrine de la hauteur d’une note » et « doctrine du vagin ». En juillet de la même année, le groupe avait déjà joué son premier concert au Théâtre Vert, à Kherson, avec Micha Bachlaev (basse) et Kela (batterie). La première démo punk hardcore, Subita merdo, est enregistrée le 20 octobre 1993 dans un studio de Kherson, grâce à de nouveaux musiciens : le bassiste Dima Kireev et le batteur Leks Kalenskiï. L’année suivante, Pichismo joue avec beaucoup de succès lors de deux concerts à Kherson et participe au festival Jeunes ondes '94 à Eupatoria, en Crimée. La célébrité monte à la tête de certains membres, ce qui provoque la séparation du groupe en été 1995.
En juillet 1995, le reste du groupe (Gleb et Malthus) partent dans la ville voisine de Gola Pristan, où sont enregistrées quatre démos hempcore/green metal dans plusieurs langues construites avec le groupe lo-fi local Hurry-Scurry (Sanïa "Brumkatakamakakh) Vostrikov : voix, guitare et Gena « Granbuslevar » Chichkin : batterie) ainsi que Roman « Kublaï-Khan » Grigorev (basse) : Tamusig Ülcinik (en volapük), Instrukcio #! (en espéranto), Al Barikadi! (en ido et en intal), et  Volapüka’üm (en volapük). Gena (batterie) devient le troisième membre permanent du groupe, mais il manquait toujours un bassiste. Pendant la période 1995-1996, le groupe prit part à quatre concerts à Gola Pristan : Concert de musique forte en langues incompréhensibles, Concert de musique bruyante, Dixième anniversaire de Tchernobyl et Jours de chaos. Ils ont également joué à Mykolaïv et Kiev. Après le départ de Malthus en août 1996, Gleb et Gena commencèrent le second album officiel : Buĥtismo, terminé en février 1997. En mai 1998, ils enregistrèrent une petite démo hardcore de deux chansons en espéranto : Ĉiĉismo.

### P.P.P.et Talonov Net (1997-2002)
La troisième période commence en juin 1997 à Vilnius en Lituanie, lorsque Gleb s'associa avec Ugnïus "Ugnïukas" Gïalguda (guitare) et Darïus « Radjah » Radzïavitchïus (batterie) du groupe punk hardcore lituanien Invazija afin d’enregistrer un troisième album officiel en espéranto, P.P.P.. Ils collaborent avec Darïalis Maslovas (basse) avec lequel ils enregistrèrent la démo Esperantocore en août 1998 (les deux albums furent enregistrés et mixés au studio Porno-Sound à Vilnius. En outre, ils participent à deux festivals : Fête de la Musique '97 à Vilnius et Totalny Rozpierdol Systemu '98 à Grodzisk Mazowiecki en Pologne.
La quatrième période débute en août 2000 à Saint-Pétersbourg, en Russie, lors de la collaboration avec le groupe ultra bruyant Talonov Net : Fil Volokitin, Gricha « Fredrikson » Avrorin, Sacha Platonov, Anna « Zaïats » Zaïtseva, et Tuuli Suvi Khakkulinen. Chez Gricha sont enregistrées les démos Pened Balid Yohanesa en volapük et toH, tlhIngan Hol DajatlhIaH 'e' DaneH'a'? en klingon. La cinquième période est celle des membres du groupe punk hardcore 451 °F (ancien Hate to State) de Minsk, Biélorussie : Ira « Ïana » Mikhno (voix), Maks Borisevitch (guitare), Igor Konik (basse) et Pacha (batterie). Ils enregistrent la démo Treko Stelala en espéranto, ido et klingon le 12 avril 2001 et jouent le 20 avril 2001 dans le club 4 Apelsina.
Le sixième projet est réalisé à Kuldīga, en Lettonie par le groupe de crustcore Hugo, qui joue une musique en espéranto lors du concert à Saldus (malheureusement, ils ne purent l’enregistrer). Zvejnieks, le chanteur d’Hugo pris part en tant que batteur à la démo Ni (m) FOmanio en « langues extraterrestres » comme le kardasi, le q~’u^pl! et le lrahran. La démo est mixée dans le studio Krio de Morto, à Poznań, en Pologne.
En 2002, Gleb revient à Saint-Pétersbourg où il enregistre trois démos avec un ancien membre de Talanov Net (baptisé plus tard Tea Man With Tea Gum) : Bored of the Conlangs, huit titres vomitcore en elfe (23/07/2002), Thanatopsis, electro expérimentale en ro et thrashcore digital en espéranto (30/07/2002), Babelo, l’histoire de la tour de Babel tirée de la Bible (Genèse 11,1-9) en trente-trois langues construites : arkien (04/08/2002), blaaninain (08/06/2002), breathanach (04/07/2002), brithenig (09/07/2002), deviasew (29/06/2002), e-prime (04/05/2002), eklektu (07/06/2002), elet anta (09/07/2002), espéranto (29/07/2002), gothic (01/06/2002), hani (09/05/2002), idrani (07/06/2002), interlingua (08/06/2002), jiVoqu (09/07/2002), kankonien (07/06/2002), kiffien (27/07/2002), klingon (05/08/2002), lakal/saradic (09/07/2002), latino moderne (31/05/2002), leksventin (29/06/2002), lojban (01/06/2002), nadsat (05/08/2002), nuirn (09/07/2002), occidental (07/06/2002), vieux kandar (07/06/2002), quenya (01/06/2002), q~'u^pl! (20/06/2001), sotonok (07/06/2002), surfarien (29/06/2002), târuven (10/05/2002), teonaht (09/07/2002), vabungula (05/05/2002), zegzolt (05/08/2002).

### Idiotronikoet séparation (2003-2007)
Leur nouvel album, Idiotroniko est publié en 2006. Le groupe se sépare en 2007. Le groupe est inclus dans la compilation Esperanto Subgrunde avec 15 autres groupes comme Araukana et Gepatra Averto.

## Discographie

### Albums studio
- 2000 : Pened Balid Yohanesa
- 2000 : Eksplodo
- 2001 : Eksplodo
- 2002 : Pened Balid Yohanesa
- 2002 : toH, tlhIngan Hol DajatlhIaH 'e' DaneH'a'?

### Vinyles
- 1998 : Subita merdo (Darbouka Records)

### Cassettes
- 1998 : Subita merdo
- 2000 : Piĉismo vs. Unholy Grave (Dreaming about Cannibalism Productions)